# Chiesa di Santa Croce (Sambuci)
La chiesa di Santa Croce si trova a Via Girolamo Theodoli a Sambuci (provincia di Roma)
È originaria del 1662 secondo un'iscrizione dedicatoria.

## Struttura

### L'esterno
La facciata è in mattonatura ricoperta di intonaco.
Il portale è in travertino.
La facciata è completata da stemma degli Astalli, timpano e lesene.
Il campanile è caratterizzato da finestre ad archetto.

### L'interno
Sulle pareti vi sono dei finti marmi.
Sugli altari minori sono montate 2 tele, una raffigurante San Giuseppe, l'altra la Madonna del Carmine.
Sull'altare maggiore, invece è un crocefisso.